# 데부센
《데부센》(일본어: でぶせん)은 원작: 안도 유마, 작화: 아사키 마사시에 의한 일본의 만화이다. 《미스터리 극장 에지》에 등장한 코스프레 사랑 차면 것을 후쿠시마 미츠루의 주인공에 둔 파생작이다. 2016년 Hulu에서 드라마 화되었다. 주연은 모리타 칸로이다.

## 캐스트
- 후쿠시마 미츠루 / 후쿠시마 미츠코 - 모리타 칸로[2]

### 테이헨 고등학교

#### 테이헨 고등학교 교직원
- 아사히나 케이코 (2년 축반 담임 교사) - 오오사와 레이미
- 후쿠시마 미츠코- 모리타 칸로 (이역)[2]
- 사와야 카이토 (학년 주임) - 와타나베 쿠니토
- 우라미 타마부 (2년 인반 부담임 교사) - 시부야 켄토
- 케미 마나미 (화학 박사) - 테라카와 리나
- 산카쿠 조 (수학 교사) - 카와시마 히데아키
- 야나기 산다유 (교감 선생님) - 스마일 키쿠치
- 교장 - 피로키

#### 테이헨 고등학교 2년 인반
- 기시사와 츠키닌 - 요코하마 류세이[3]
- 코류 료쿠세이 - 오오노 타쿠로[4]
- 히쿠마 고로 - 토시 유스케
- 코야마 타이키 - 후치노 유토
- 호코노 히로미 - 나카야마 타츠야
- 타테로 류이치 - 하마다 카즈마
- 카구야 아키라 - 이케가미 사리이
- 아소 사치코 - 시바사키 유이나
- 사쿠라이 쇼부 - 츠바키 유리나

## 스탭
- 각본 - 반 카즈히코
- 음악 - 코니시 야스하루
- 감독 - 마츠나가 요이치
- 주제가 - 도루센 from TPD「선생님의 즐겨 찾기(センセイのお気に入り)」[5]
- 프로듀서 - 츠기야 히사시
- 제작 프로덕션 - 케이 팩토리
- 저작권 - HJ 홀딩스